# بير مارتنسون
بير مارتنسون (بالسويدية: Per Mårtensson)‏ هو ملحن ومدرس سويدي، ولد في 1967 في إوسترسوند في السويد.

## وصلات خارجية
- بير مارتنسون على موقع IMDb (الإنجليزية)
- بير مارتنسون على موقع ميوزك برينز (الإنجليزية)